# Phare de Roatán (pointe ouest)
Le phare de Roatán (pointe ouest) (en espagnol : Faro de Isla de Roatán Punta Oeste) est un phare actif situé sur l'île de Roatán, dans le Département des Islas de la Bahía au Honduras.

## Histoire
Roatán est la plus grande île du groupe des îles de la Baie.
Le phare est situé à l'extrémité ouest de l'île, à l'ouest du port de Coxen Hole (en).

## Description
Ce phare est un pylône cylindrique à claire-voie, avec une galerie et une balise photovoltaïque de 14 m de haut. La tour est peinte avec des bandes horizontales rouges et blanches. Il émet, à une hauteur focale de 12 m, un éclat blanc par période de 5 secondes. Sa portée est de 19 milles nautiques (environ 35 km).
Identifiant : Amirauté : J6008.1 - NGA : 110-16461 .
|                   |
| Carte du Honduras |

|                 |
| Îles de la Baie |

### Lien connexe
- Liste des phares du Honduras